# Johan Åkerman
Johan Åkerman (* 20. November 1972 in Stockholm) ist ein ehemaliger schwedischer Eishockeyspieler und heutiger -trainer, der seit Mai 2025 als Cheftrainer beim Lillehammer IK aus der EliteHockey Ligaen unter Vertrag steht. Der Verteidiger spielte unter anderem für den HC Lugano in der National League A (NLA) und die Kölner Haie in der Deutschen Eishockey Liga (DEL). Als Assistenztrainer war er in derselben Liga bei den Iserlohn Roosters aktiv. Als Spieler wurde er zweimal Norwegischer Meister sowie jeweils einmal Schwedischer Meister und Französischer Meister.

## Karriere
Johan Åkerman begann seine Karriere als Eishockeyspieler in seiner Heimatstadt in der Nachwuchsabteilung des Tranebergs IF. Anschließend spielte er von 1991 bis 1994 in seiner ersten Station im professionellen Eishockey für den Hammarby IF in der damals noch zweitklassigen Division 1. Ebenfalls drei Jahre lang spielte der Verteidiger daraufhin für AIK Solna in der Elitserien. Bei seinem ersten Engagement im Ausland gelang ihm mit Vålerenga IF aus der norwegischen Eliteserien in den Jahren 1998 und 1999 jeweils der Gewinn der nationalen Meisterschaft. 
Nach seiner Rückkehr nach Schweden spielte Åkerman von 1999 bis 2006 insgesamt sieben Jahre lang in der zweitklassigen HockeyAllsvenskan für den Skellefteå AIK, mit dem ihm in der Saison 2005/06 der Aufstieg in die Elitserien gelang. Während seiner Zeit in der zweiten schwedischen Spielklasse gehörte er regelmäßig zu den erfolgreichsten Punktelieferanten unter den Verteidigern der Liga. Von 2006 bis 2008 stand der Nationalspieler beim HV71 unter Vertrag, mit dem er in der Saison 2007/08 Schwedischer Meister wurde. Zu diesem Erfolg trug er als punktbester Verteidiger in den Playoffs maßgeblich bei. Zudem wurde er in das All-Star-Team der Liga gewählt.
Zur Saison 2008/09 wechselte der Schwede zu Lokomotive Jaroslawl in die neu gegründete Kontinentale Hockey-Liga (KHL). Mit seiner Mannschaft scheiterte er in den Playoffs um den Gagarin-Pokal erst im Finale an Ak Bars Kasan. Nach einer Spielzeit beim HC Lugano in der Schweizer National League A (NLA) schloss er sich für die Saison 2010/11 den Kölner Haien aus der Deutschen Eishockey Liga (DEL) an. Im April 2011 unterschrieb er einen Kontrakt zur folgenden Spielzeit beim Linköping HC in der Elitserien, da er aufgrund familiärer Gründe wieder zurück in seine Heimat wollte. Am 16. Januar 2012 wechselte Åkerman erneut zu den Kölner Haien, bei denen er einen Vertrag bis zum Ende der Saison 2011/12 erhielt. Im Anschluss an diese Spielzeit war er in der Ligue Magnus für die Dragons de Rouen aktiv, mit denen er 2013 zum Abschluss seiner aktiven Karriere die französische Meisterschaft feiern konnte.

### International
Für Schweden nahm Åkerman an den Weltmeisterschaften 2007 und 2009 teil. Für sein Heimatland bestritt insgesamt 68 Spiele, in denen er neun Tore erzielte und 20 Vorlagen gab.

### Trainerlaufbahn
Nach dem Ende seiner Spielerkarriere arbeitete Åkerman zunächst als Nachwuchstrainer beim Linköping HC und ab 2016 als Assistenztrainer des Profiteams. Zu Beginn der Saison 2021/22 wurde er Cheftrainer beim HC Eppan in der zweiten italienischen Liga. Im Dezember 2021 wurde er von den Iserlohn Roosters aus der DEL als Assistenztrainer verpflichtet. Von der wechselte er im Sommer 2022 zum HV71, wo er ebenfalls den Posten eines Co-Trainers bekleidete, bis er im Januar 2023 entlassen wurde.
Im Mai 2025 gab Lillehammer IK aus der EliteHockey Ligaen bekannt, Åkerman als neuen Cheftrainer verpflichtet zu haben.

## Erfolge und Auszeichnungen
| - 1998 Norwegischer Meister mit Vålerenga IF - 1999 Norwegischer Meister mit Vålerenga IF - 2004 Bester Vorlagengeber der HockeyAllsvenskan - 2004 Meiste Punkte aller Verteidiger der HockeyAllsvenskan - 2005 Meiste Punkte aller Verteidiger der HockeyAllsvenskan - 2006 Aufstieg in die Elitserien mit Skellefteå AIK - 2006 Meiste Punkte aller Verteidiger der HockeyAllsvenskan - 2006 Bester Vorlagengeber der HockeyAllsvenskan - 2006 Topscorer der HockeyAllsvenskan | - 2006 Beste Plus/Minus-Bilanz der HockeyAllsvenskan - 2007 Meiste Vorlagen aller Verteidiger der Elitserien - 2008 Schwedischer Meister mit dem HV71 - 2008 Meiste Punkte aller Verteidiger in den Elitserien-Playoffs - 2008 Elitserien All-Star Team - 2009 Bronzemedaille bei der Weltmeisterschaft - 2009 Russischer Vizemeister mit Lokomotive Jaroslawl - 2013 Französischer Meister mit den Dragons de Rouen |

## Karrierestatistik

### International
Vertrat Schweden bei:
- Weltmeisterschaft 2007
- Weltmeisterschaft 2009

(Legende zur Spielerstatistik: Sp oder GP = absolvierte Spiele; T oder G = erzielte Tore; V oder A = erzielte Assists; Pkt oder Pts = erzielte Scorerpunkte; SM oder PIM = erhaltene Strafminuten; +/− = Plus/Minus-Bilanz; PP = erzielte Überzahltore; SH = erzielte Unterzahltore; GW = erzielte Siegtore; 1 Play-downs/Relegation; Kursiv: Statistik nicht vollständig)

## Familie
Johan Åkerman ist der Vater des Eishockeyspielers Jesper Åkerman, der unter anderem in der Alps Hockey League in Österreich aktiv war und seit 2025 bei den Saale Bulls Halle unter Vertrag steht.